# أنتوني بابا
أنتوني بابا (بالإنجليزية: Anthony Papa)‏ هو مهرب مخدرات أمريكي، ولد في 6 يونيو 1960 في نيويورك في الولايات المتحدة.

## وصلات خارجية
- أنتوني بابا على موقع IMDb (الإنجليزية)